# Barbara Kwiatkowska (biolog)
Barbara Krystyna Kwiatkowska – polska biolog, doktor habilitowany nauk biologicznych.

## Życiorys
W 1989 r. otrzymała magisterium, w 1993 r. obroniła pracę doktorską pt. Współzależność cech metrycznych i niemetrycznych czaszek ludzkich, której promotorem był prof. Paweł Bergman, w 2005 r. habilitowała się na podstawie pracy zatytułowanej Mieszkańcy średniowiecznego Wrocławia. Ocena warunków życia i stanu zdrowia w ujęciu antropologicznym. Była członkiem Komitetu Antropologii PAN i sekretarzem Polskiego Towarzystwa Antropologicznego.
Została zatrudniona na Uniwersytecie Wrocławskim, na Uniwersytecie Przyrodniczym we Wrocławiu, oraz w Państwowej Wyższej Szkole Zawodowej im. Angelusa Silesiusa w Wałbrzychu.